# Fußboden
Als Fußboden wird das Bauteil in einem Gebäude bezeichnet, welches als begehbare Fläche mit je nach technischer und ästhetischer Anforderung unterschiedlichen Bodenbelägen auf einer statisch tragenden Schicht oder einem horizontalen Bauteil wie der Bodenplatte oder Geschossdecke ruht.
Als Fußbodenaufbau bezeichnet man im Bauwesen die Gesamtheit aller Schichten des Fußbodens. Moderne Fußböden bestehen in der Regel aus mehreren Schichten, die unterschiedliche Funktionen übernehmen. Der Fußboden kann auf verschiedene Weise aufgebaut sein, im Wesentlichen abhängig von Konstruktion und der Nutzung des Gebäudes. Fußbodenaufbauten im Holzbau unterscheiden sich zum Beispiel grundsätzlich von denen im Massivbau oder Stahlbetonbau. Bei modernen Gebäuden spielt insbesondere die Bauphysik mit Anforderungen an Schallschutz (Körperschall und Luftschall) und Wärmeschutz eine große Rolle. 
- Weit verbreitet sind heute Aufbauten, bei denen sich ein Estrich auf einer Stahlbetonplatte befindet. Auf dem Estrich liegt der Bodenbelag.
- Als Hohlboden bezeichnet man eine Systembodenbauart, die auf speziellen Unterkonstruktionen gelagert wird, um einen Hohlraum zwischen der Tragschicht und der Rohdecke zur Aufnahme von Installationen zu schaffen. Siehe auch: Doppelboden.

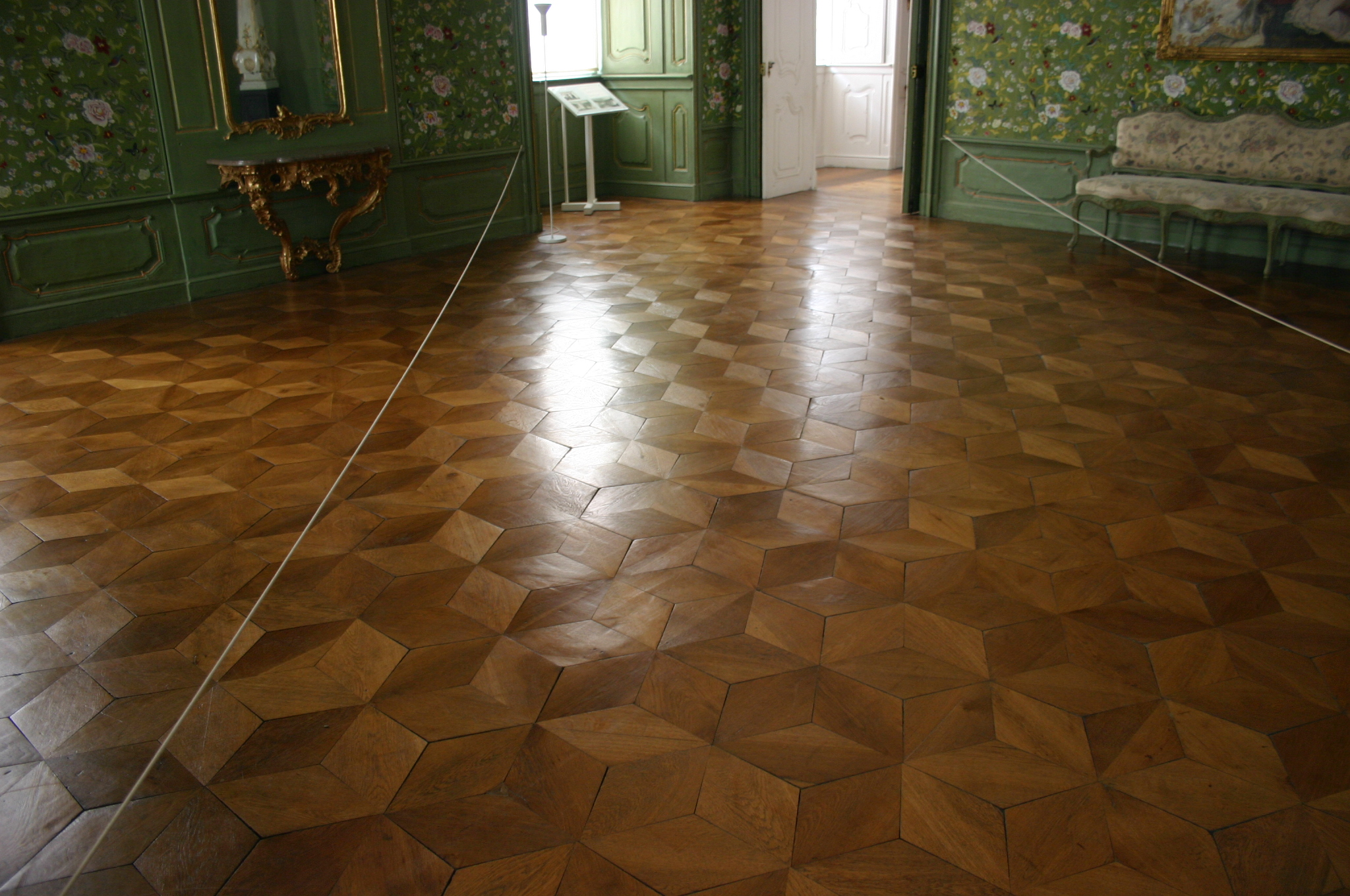
Parkettfußboden
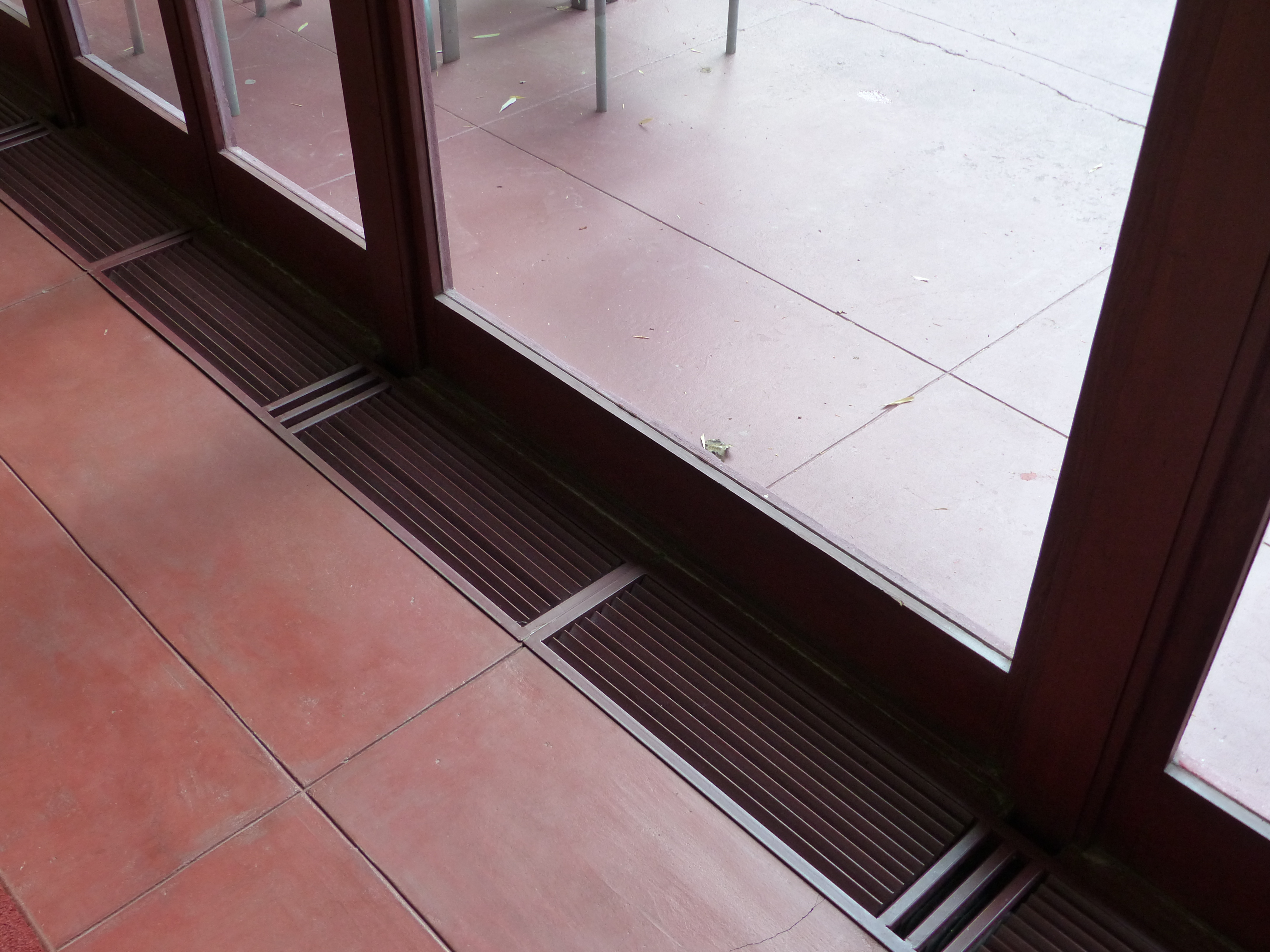
Mit „Colorundum“ rot gefärbte Bodenplatten aus Zement in Frank Lloyd Wrights Louis Penfield House
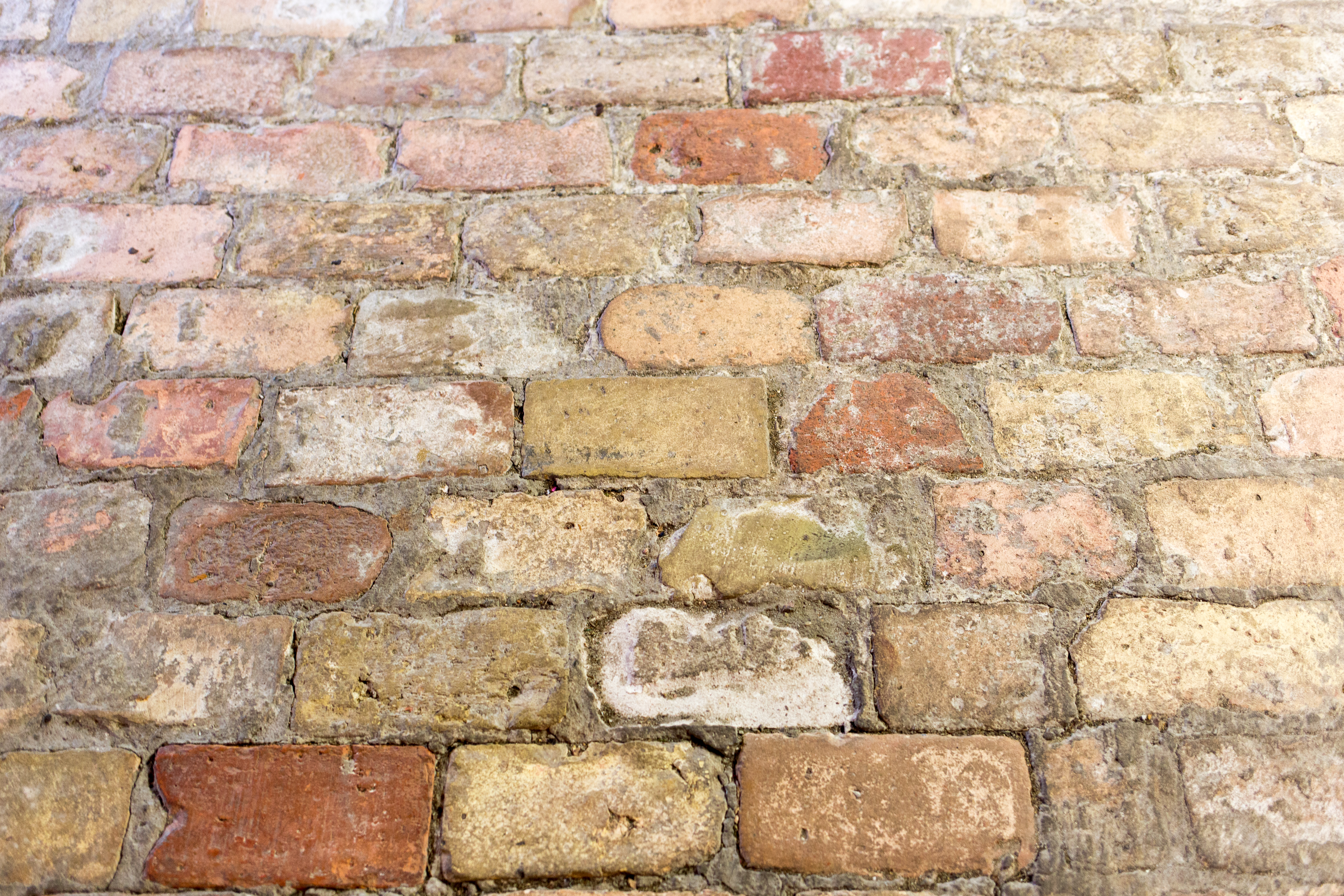
Historischer Boden im Jagdmagazin des Jagdschlosses Grunewald, der bei Festivitäten abgedeckt wird, um ihn vor Fett-, Wein-, Saft- oder anderen Flecken zu schützen

## Definitionen im Bauwesen (Deutschland)
Im Bauwesen werden in Deutschland bei Maßangaben folgende Begriffe verwendet:
| Abkürzung | Bedeutung |
| --------- | --- |
| RFB       | Der Rohfußboden ist der obere Abschluss der statisch wirksamen Tragschichten (zum Beispiel von der Decke oder von der Bodenplatte) |
| FFB       | Der Fertigfußboden ist der obere Abschluss des auf dem Rohfußboden befindlichen Fußbodenaufbaus                                    |
| OKRF      | Die Oberkante des Rohfußbodens |
| OKFF      | Die Oberkante des Fertigfußbodens                                                                                                  |

## Geschichte
Fußböden hatten gemäß Anordnungen zur Brandverhütung des 18. Jahrhunderts im Kurfürstentum Trier und weiteren Kurfürstentümern des Heiligen Römischen Reiches in der Nähe von Feuerstätten „wenigstens von Erde oder Leim (Lehm) geschlagen seyn, wenn selbe von Stein, Ziegeln oder Estrich zu fertigen dem Eigenthümer allzu kostspielich seyn sollte“.